# Иван Ковач, Ласло
Ласло Иван Ковач (венг. Iván Kovács László; 18 августа 1930, Дебрецен — 30 декабря 1957, Будапешт) — венгерский военно-политический активист, участник антикоммунистического Венгерского восстания 1956 года. С 24 октября по 1 ноября 1956 командовал повстанческой обороной «Пассажа Корвина» в Будапеште. Продолжал подпольную борьбу после подавления восстания. Арестован и казнён. В современной Венгрии считается героем и мучеником революции.

## Образование и работа
Родился в семье госслужащего. Учился в шопронском военном училище. Во время Второй мировой войны отец Ласло Иван Ковача в рядах венгерской армии воевал против СССР. В 1944 году отец и сын Иван Ковач бежали из Венгрии, но в 1945 возвратились на родину.
В 1951 Ласло Иван Ковач получил экономическое образование, но не был принят на юридический факультет из-за политической неблагонадёжности. Работал шахтёром. Служил в армии в качестве спортивного инструктора, был уволен в 1953.

## В восстании
23 октября 1956 года Ласло Иван Ковач поддержал антикоммунистическое Венгерское восстание. Участвовал в атаке на Дом радио. Сыграл важную роль в установлении контроля повстанцев над Дорогой на Иллё — одной из ключевых будапештских магистралей. Через день Иван Ковач принял командование повстанческой группой в «Пассаже Корвина». Сумел эффективно организовать оборону от войск советской 33-й гвардейской механизированной дивизии.
Политически Ласло Иван Ковач был сторонником правительства Имре Надя и Пала Малетера, занимал относительно умеренную позицию. На встрече с Надем требовал вывода из Венгрии советских войск, упразднения однопартийной системы, создания Национальной гвардии. При посредничестве генерала Дьюлы Варади Иван Ковач пошёл на переговоры с командующим 33-й дивизией генералом Обатуровым. Более радикальные повстанцы во главе с Гергеем Понгратцем выступили категорически против.

Результатом этих переговоров стало отстранение Ковача от командования — ополченцы желали драться! 1 ноября компромиссного Ковача сменил решительно настроенный Понгратц, получивший прозвище Усатый.

Ласло Иван Ковач попытался сформировать отряд Национальной гвардии для продолжения боёв. 4 ноября он был арестован повстанцами, переставшими ему доверять, но сумел скрыться. После подавления восстания ушёл в подполье. Формировал нелегальную партию для продолжения борьбы. Распространял листовки с призывом спасти Пала Малетера. Пытался установить контакт с Белой Кираем.

## Казнь и память
12 марта 1957 Ласло Иван Ковач был арестован. 22 августа приговорён к смертной казни. Приговор приведён в исполнение 30 декабря 1957 года.
После смены общественно-политического строя Венгрии Ласло Иван Ковач считается героем и мучеником революции. Ему установлена мемориальная доска в «Пассаже Корвина» и бюст на будапештском ипподроме Кинчем Парк.